# Wilton (Iowa)
Wilton ist eine Kleinstadt (mit dem Status „City“) im Muscatine County und zu einem kleinen Teil im Cedar County im US-amerikanischen Bundesstaat Iowa. Das U.S. Census Bureau hat bei der Volkszählung 2020 eine Einwohnerzahl von 2.924 ermittelt.

## Geografie
Wilton liegt im Osten Iowas, rund 5 km östlich des Cedar River, der über den Iowa River zum Stromgebiet des Mississippi gehört. Dieser bildet rund 20 km südlich die Grenze Iowas zu Illinois. Der Schnittpunkt der drei Bundesstaaten Iowa, Illinois und Wisconsin liegt rund 130 km nordnordöstlich von Wilton, die Grenze zu Missouri verläuft rund 160 km südlich.
Die geografischen Koordinaten von Wilton sind 41°35′20″ nördlicher Breite und 91°01′01″ westlicher Länge. Das Stadtgebiet erstreckt sich über eine Fläche von 5,05 km² und liegt in der Wilton und Moscow Township des Muscatine County sowie zu einem kleinen Teil in der Sugar Creek Township des Cedar County.
Nachbarorte von Wilton sind Bennett (20,1 km nordnordöstlich), Durant (9,3 km östlich), Muscatine (21,2 km südlich), Moscow (7,1 km westsüdwestlich), Atalissa (14,8 km in der gleichen Richtung) und Tipton (28,2 km nordwestlich).
Iowa City liegt 50,9 km westlich. Die nächstgelegenen Großstädte sind Cedar Rapids (92 km nordwestlich), Rochester in Minnesota (358 km nordnordwestlich), die Twin Cities in Minnesota (493 km in der gleichen Richtung), Wisconsins Hauptstadt Madison (294 km nordöstlich), Rockford in Illinois (223 km ostnordöstlich), Chicago in Illinois (314 km östlich), die Quad Cities in Iowa und Illinois (41 km ostsüdöstlich), St. Louis in Missouri (433 km südlich), Kansas City in Missouri (535 km südwestlich), Iowas Hauptstadt Des Moines (230 km westlich) und Nebraskas größte Stadt Omaha (452 km in der gleichen Richtung).

## Verkehr
Der U.S. Highway 6 führt in Nord-Süd-Richtung als Hauptstraße durch Wilton. Alle weiteren Straßen sind untergeordnete Landstraßen, teils unbefestigte Fahrwege sowie innerörtliche Verbindungsstraßen.
In West-Ost-Richtung führt durch das Stadtgebiet von Wilton eine Eisenbahnstrecke der Iowa Interstate Railroad (IAIS), einer Class II-Eisenbahngesellschaft für den regionalen Frachtverkehr.
Der nächste Flughafen ist der Flughafen Cedar Rapids – Eastern Iowa (83,8 km westnordwestlich).

## Bevölkerung
Nach der Volkszählung im Jahr 2010 lebten in Wilton 2802 Menschen in 1155 Haushalten. Die Bevölkerungsdichte betrug 554,9 Einwohner pro Quadratkilometer. In den 1155 Haushalten lebten statistisch je 2,43 Personen.
Ethnisch betrachtet setzte sich die Bevölkerung zusammen aus 97,5 Prozent Weißen, 0,3 Prozent Afroamerikanern, 0,1 Prozent Asiaten sowie 0,9 Prozent aus anderen ethnischen Gruppen; 1,2 Prozent stammten von zwei oder mehr Ethnien ab. Unabhängig von der ethnischen Zugehörigkeit waren 2,6 Prozent der Bevölkerung spanischer oder lateinamerikanischer Abstammung.
26,2 Prozent der Bevölkerung waren unter 18 Jahre alt, 60,8 Prozent waren zwischen 18 und 64 und 13,0 Prozent waren 65 Jahre oder älter. 50,3 Prozent der Bevölkerung waren weiblich.

Das mittlere jährliche Einkommen eines Haushalts lag bei 57.202 USD. Das Pro-Kopf-Einkommen betrug 26.142 USD. 9,9 Prozent der Einwohner lebten unterhalb der Armutsgrenze.